# レオ・クラーゼン
レオ・クラーゼン（Leo Clasen、1906年 - 1972年）は、同性愛者であることを理由にザクセンハウゼン強制収容所に収容されながら、生き延びたホロコースト生還者。彼は、自身の経験を、1954年から1955年にかけてハンブルクのゲイ雑誌『Humanitas, Monatszeitschrift für Menschlichkeit und Kultur』に、 「L・D・クラッセン・フォン・ノイデク (L. D. Classen von Neudegg)」という仮名により、7回にわたり連載した。クラーゼンはそこで収容所における同性愛者に対する虐待について記述をしており、その証言は、ホロコースト期における同性愛者たちの経験の記録として最も重要なもののひとつである。
クラーゼンは、1906年6月26日に、当時のドイツ帝国シュレースヴィヒ＝ホルシュタイン州ノイミュンスターで生まれ、医師としての教育を受けていた。1936年以降は、たびたび同性愛行為を理由に拘束され、遂には1941年に、いわゆるピンク・トライアングルとしてザクセンハウゼン強制収容所に送られた。その後、1942年6月末に、ハンブルク郊外のクリンカーベルク強制収容所 (Klinkerwerk) に移され、収容される身のまま、医師としての仕事に従事し、解放まで生き延びた。